# Common Building Blocks
Common Building Blocks (CBB) (en. wspólny blok) - standaryzacja notebooków wpowadzona przez firmę Intel w 2005. Polega na ustandaryzowaniu elementów (podzespołów) notebooków w taki sposób, by możliwa była wymiana podzespołów pomiędzy różnymi modelami różnych producentów, w taki sam sposób, jak jest to możliwe w przypadku komputerów stacjonarnych. Od 2006 zostaje powoli przyjmowana przez niektórych producentów (np. Zepto Computers).
Program CBB umożliwia użytkownikowi dobór elementów laptopa w niemalże dowolny sposób wedle własnego życzenia. Możliwy jest wybór/wymiana następujących elementów:
- dysk twardy
- klawiatura
- wyświetlacz paneli ciekłokrystalicznych
- napęd optyczny
- akumulator
- zasilacz
- panel notebooka
- procesor
- pamięci RAM
- karty miniPci.

## Lista laptopów kompatybilnych z CBB
- Asus S62Fp
- Asus S62J Asus S62J
- Asus S96F Asus S96F
- Asus S96J Asus S96J
- Compal HGL 30 Compal HGL 30
- Compal HGL 31 Compal HGL 31
- Compal HEL 80 Compal HEL 80
- Compal HEL 81 Compal HEL 81
- Quanta SW1 Quanta SW1
- Quanta TW3A Quanta TW3A
- Quanta TW3M Quanta TW3M